# Płynna populacja
Płynna populacja (chiń. 流动人口 liúdòng rénkŏu) ang. floating population – termin używany we współczesnych Chinach na oznaczenie osób, które mieszkają i pracują poza adresem zameldowania (tzw. hukou) w okresie do 5 lat. Ze względu na ogromną skalę zjawisko to - obejmujące ponad 100 mln osób - jest bezprecedensowe w historii ludzkości i powoduje rozmaite konsekwencje demograficzne, gospodarcze i polityczne, dlatego stanowi przedmiot zainteresowania chińskich władz i socjologów. W innych regionach świata zjawisko jest znane pod nazwą migracji wewnętrznych.

## Skala zjawiska
Rząd chiński stara się na bieżąco kontrolować liczebność migracji, która z roku na rok staje się coraz bardziej niepokojąca.
Już w roku 1994 Chiny dysponowały nadwyżką rolnej siły roboczej w liczbie około 200 milionów ludzi, a ich liczba miała się, zgodnie z przewidywaniami, zwiększyć do 300 milionów na początku XXI wieku, i sukcesywnie powiększać dalej. 
Zgodnie z szacunkami z roku 2005 liczebność płynnej populacji z 70 milionów (1993) zwiększyła się dwukrotnie, do 140 milionów (2003) stanowiąc 10 proc. populacji Chin i aż 30 proc.  wiejskiej siły roboczej. 
Spis ludności przeprowadzony w 2000 roku wykazał, iż przemieszczanie ludności w obrębie jednej prowincji wynosi ok. 65 proc. podczas gdy przemieszczanie pomiędzy prowincjami stanowi pozostałe 35 proc. migracji. 
Ponad 70 proc. osób opuszczających rodzinne domy to osoby między 15 a 35 rokiem życia.

## Kierunek
Płynna populacja rekrutuje się przede wszystkim z ludności migrującej ze wsi i mniejszych ośrodków do miast i większych aglomeracji w lepiej rozwiniętych gospodarczo częściach kraju. W skali całego kraju migracja płynie z regionów w zachodnich i centralnych Chinach ku wybrzeżu. 

## Przyczyny
Powodami tego ruchu jest szybko postępujący rozwój ekonomiczny oraz nowoczesne techniki rolne zmniejszające zapotrzebowanie na siłę roboczą w dziedzinie rolnictwa. Mieszkańcy wsi migrują głównie w celach zarobkowych, mając na względzie dobro rodziny, której utrzymanie stało się trudne ze względów na zmniejszenie zapotrzebowania na pracowników w rodzimej wsi. 
Rzadziej zdarzają się też migracje w celach edukacyjnych.
Inną przyczyną jest poluzowanie przepisów dotyczących podróżowania po kraju. Kiedyś osoby nie posiadające zameldowania w danym miejscu były restrykcyjnie usuwane. Dziś, ze względu na duże zapotrzebowania na niewykwalifikowanych pracowników władze aglomeracji przymykają oko na brak meldunku u pracowników budów czy fabryk. Coraz częściej migranci ściągają ze sobą całe rodziny, a akcje deportacji zdarzają się sporadycznie, tj. np. przed Igrzyskami Olimpijskimi w Pekinie 2008 roku.
By nie zwiększać obciążenia usług publicznych władze aglomeracji korzystających z pracy migrantów nie decydują się im przydzielać swojego hukou.

## Problemy społeczne
Ludzie przybywający do miast znajdują zatrudnienie głównie w branżach: spożywczej, budowlanej, w sklepach, restauracjach i na targach, bądź jako pomoc domowa. Opuszczając swoje miejsce zameldowania na dnie, tygodnie, miesiące bądź lata, ludzie ci mieszkając w miastach, nie są tam w ogóle zameldowani ani ubezpieczeni. Warunki ich życia są trudne.
Będąc niewykwalifikowaną siłą roboczą, są oni ofiarami nieprzestrzegania praw pracowniczych. Dostają niższe pensje, pracują bez zabezpieczenia w postaci umowy oraz ubezpieczenia, bez możliwości urlopu. Zmuszani do nadgodzin oraz uiszczania kar finansowych za każdy dzień nie stawienia się w pracy. 
Skutki istnienia pływającej populacji widoczne są głównie w Chinach sferze społecznej: 
Rozdzielone zostają rodziny, które widują się raz lub dwa razy do roku (mało który pracownik może sobie pozwolić finansowo na wyjazd do rodziny więcej niż raz w roku), głównie na Święto Wiosny, najważniejsze święto chińskie. 
Kolejnym problemem jest kwestia edukacji dzieci migrantów, gdyż zgodnie z prawem mogą się one uczyć jedynie w miejscu zameldowania. Dla takich dzieci zakłada się specjalne szkoły, w Pekinie jest ich już ponad 200. 
Migranci przyczyniają się do wzrostu przestępczości, gdyż zwiększa się rozwarstwienie społeczne na ubogich i bogatych. 
Fakt iż migrują głównie mężczyźni przyczynia się to wysokiego odsetku samobójstw wśród kobiet, które pozostając z dziećmi okazują się czasem zbyt słabe by podołać samotności.